# ستيوارت دنجرفيلد
ستيوارت دنجرفيلد (بالإنجليزية: Stuart Dangerfield) مواليد 17 سبتمبر 1971 في إنجلترا، هو دراج إنجليزي سابق في صنف سباق الدراجات على الطريق. سبق أن شارك في دورة الألعاب الأولمبية الصيفية.

## روابط خارجية
- ستيوارت دنجرفيلد على موقع أرشيف الدراجات (الإنجليزية)
- ستيوارت دنجرفيلد على موقع إحصائيات الدراجات الإحترافية (الإنجليزية)
- ستيوارت دنجرفيلد على موقع أوليمبيديا (الإنجليزية)
- ستيوارت دنجرفيلد على موقع اللجنة الأولمبية البريطانية (الإنجليزية)
- ستيوارت دنجرفيلد على موقع اتحاد ألعاب الكومنولث (مؤرشف) (الإنجليزية)
- ستيوارت دنجرفيلد على موقع دورة ألعاب الكومنولث 2006 (مؤرشف) (الإنجليزية)